# Karschia wenquan
Espèce
Karschia wenquan est une espèce de solifuges de la famille des Karschiidae.

## Distribution
Cette espèce est endémique du Xinjiang en Chine. Elle se rencontre dans le xian de Wenquan.

## Description
Le mâle holotype mesure 20,21 mm et la femelle paratype 16,52 mm.

## Systématique et taxinomie
Cette espèce a été décrite par Fan, Zhang et Zhang en 2024.

## Étymologie
Son nom d'espèce lui a été donné en référence au lieu de sa découverte, le xian de Wenquan.

## Publication originale
- Fan, Zhang & Zhang, 2024 : « Two new species of genus Karschia Walter, 1889 (Solifugae, Karschiidae) from northwest China. » Zootaxa, no 5538(2), p. 153–168.